# Hanna Muszyńska-Hoffmannowa
Hanna Muszyńska-Hoffmannowa (ur. 26 stycznia 1913 w Warszawie, zm. 6 maja 1995) – polska pisarka i eseistka.

## Życiorys
Ukończyła Wyższą Szkołę Dziennikarską, studiowała też na Wydziale Humanistycznym Uniwersytetu Warszawskiego. 
Debiutowała jako prozaik w 1933 na łamach dziennika "Kurier Warszawski". W latach 1946–1953 mieszkała we Wrocławiu, gdzie była współpracowniczką miejscowej prasy. W latach 1953–1963 przebywała w Białymstoku, gdzie była redaktorką Radia Białystok. 
Od 1963 mieszkała w Warszawie.

## Nagrody
- 1985 - nagroda Prezesa Rady Ministrów
- 1988 - Nagroda Młodych im. Włodzimierza Pietrzaka

## Odznaczenia
- Krzyż Kawalerski Orderu Odrodzenia Polski
- Złota Odznaka honorowa „Za Zasługi dla Warszawy”
- "Złota Syrena" Społecznego Funduszu Odbudowy Stolicy

## Twórczość wybrana
- Amazonki konfederacji barskiej
- Córki
- Czupiradełko
- Dziewczyny z Krynoliny
- Elżbieta z kwitnącej Sieniawszczyzny
- Joanna, moja światłość
- Kochałam księcia Józefa
- Kwitnące floksy
- Listy Pauliny
- Miłości i sentymenty Tadeusza Kościuszki
- O paniach z krainy szczęścia
- Orlątka z panną
- Panie na Wilanowie
- Panna Trau
- Panny z kamienicy "Pod Fortuną"
- Płomień na śniegu. Opowieść o Ewie Felińskiej i jej dzieciach
- Portrety miłości
- Pucharek ze srebra
- Róże dla pensjonarki
- Rumaki księcia Józefa
- Saga rodu Chętników
- Sercem Polskę wybrali
- W kręgu Berenta
- W Wersalu Podlaskim
- Wierka i jej towarzysze
- Zamorska Jagiellonka
- Zapomniany romans